# 703 Dywizja Piechoty (III Rzesza)
703 Dywizja Piechoty (niem. 702. Infanterie-Division) – niemiecka dywizja z czasów II wojny światowej, sformowana w IJmuiden na mocy rozkazu z 22 marca 1945, poza falą mobilizacyjną przez ?? Okręg Wojskowy.

## Struktura organizacyjna
- Stan w marcu 1945:

219., 495. i 579. pułk grenadierów, 703. batalion fizylierów, 973. oddział przeciwpancerny;

## Dowódca dywizji
- gen. mjr Hans Hüttner III1945 – 8 V 1945;